# NSC Südstern-Azur
Der Neuköllner SC Südstern-Azur war ein deutscher Fußballclub aus Berlin, der zwischen 1908 und 1997 existierte.

## Verein
Der NSC Südstern-Azur wurde im Jahr 1908 unter der Bezeichnung Rixdorfer FC Südstern gegründet, trat jedoch ab 1912 als Neuköllner FC Südstern in Erscheinung. Südstern spielte anfangs in der Meisterschaft des Märkischen Fußball-Bundes. Nach dem Wechsel in die Meisterschaftsrunde des Verbandes Brandenburgischer Ballspielvereine agierte der NFC bis 1933 recht erfolgreich für sechs Spielzeiten in der Oberliga Berlin. Im Berliner Pokal erreichte Südstern zweimal das Viertelfinale, scheiterte aber jeweils an Post Berlin und Union Oberschöneweide. 
Die Qualifikation zur 1933 eingeführten Gauliga Berlin-Brandenburg verpassten die Berliner mit dem achten Rang deutlich und konnten bis Ende des Zweiten Weltkrieges auch keinen Aufstieg in die Gauliga mehr realisieren. Im Jahr 1933 fusionierte der NFC Südstern kurzzeitig mit dem Berliner Sport-Club zum Berliner SC Südstern 08. Nach der 1935 erfolgten Lösung der Fusion spielte der Club bis Kriegsende stets unterklassig.
Die sportlich erfolgreichste Zeit von Südstern begann Mitte der fünfziger Jahre, in welchen der Aufstieg in die Amateurliga Berlin gelang. In der Amateurliga spielte Südstern bis 1962 insgesamt sechs Spielzeiten, stieg im Anschluss mit dem Spandauer BC wieder ab. In der Folgezeit verschwand der Neuköllner SC Südstern in den Niederungen des West-Berliner Lokalfußballs. 
1993 fusionierte Südstern noch einmal mit dem SC Azur 1951 Berlin und spielte als Neuköllner SC Südstern-Azur.
1997 zog sich der Kreisligist mangels Spielern aus dem Spielbetrieb zurück. Die 1. Mannschaft trat zum Großteil dem Lokalrivalen Neuköllner FC Rot-Weiß bei.

## Statistik
- Teilnahme Oberliga Berlin: 1923/24, 1928/29, 1929/30, 1930/31, 1931/32, 1932/33
- Teilnahme Amateurliga Berlin: 1954/55 bis 1957/58, 1960/61, 1961/62

## Personen
- Helmut Fiebach
- Christian Ziege